# V.24
V.24 – zalecenie ITU-T, które specyfikuje sygnały dwukierunkowego interfejsu przesyłu danych (opis gniazda i rozłożenie sygnałów na końcówkach) pomiędzy dwoma urządzeniami: DTE (Data Terminal Equipment - urządzenie końcowe, terminal) i DCE (Data Communications Equipment - urządzenie transmisyjne, jak np. modem).
Charakterystyki elektryczne sygnałów definiowane są w zaleceniu V.28.
Standard ten znany jest także pod nazwą V.24/V.28 RS-232.